# Eskimo
 For alternative betydninger, se Eskimo (flertydig). (Se også artikler, som begynder med Eskimo)
Eskimo er et forældet udtryk for nogle arktiske folk i Grønland, det nordlige Canada, Alaska og Nordøstsibirien. Udtrykket eskimo var i almindelig brug fra midten af 1800-tallet, men er siden gået af brug. I danske og grønlandske sammenhænge er det siden 1977 blevet erstattet af inuit og kan i dag virke stødende.
Ordet eskimo er dog en bredere betegnelse end inuit, idet det blev brugt som en samlende betegnelse for yupik i Rusland og Alaska samt inuit i Grønland og Canada, herunder iñupiat. Den oprindelige befolkning på Aleuternene taler et sprog, der er beslægtet med inuit og yupik. Disse sprog tilhører alle den eskaleutiske, også kaldet Inuit-Yupik-Unangan-sprogfamilien.

## Etymologi
Ordet "eskimo" kommer fra benævnelsen ayashkimew på cree, et algonkinsprog via fransk esquimaux til de andre europæiske sprog. Betydningen på cree er omstridt. Via forskellige dialektale anvendelser er det blevet udlagt som henholdsvis 'sneskomagere', 'de, der taler et fremmed lands sprog' og 'spisere af råt kød'.

## Kontroversiel sprogbrug
"Eskimo" er et såkaldt eksonym, dvs. en betegnelse for en befolkning, som ikke bruges af befolkningen selv, men er dannet i et andet land med andre navnetraditioner og sprogsystem. Ordet blev bl.a. brugt af de danske kolonisatorer i Grønland. Derfor har det associationer til Grønlands kolonitid og betragtes derfor i dag af mange som kontroversielt, hvorfor det er på vej ud af brug. Det tidligere fag eskimologi, som blev oprettet ved Københavns Universitet i 1920 i form af en lærestol i "grønlandsk sprog og filologi", og som beskæftiger sig med arktiske folkegrupper i og omkring det nordamerikanske område, deres sprog, samfund, kultur og historie, skiftede således i 2019 navn til Grønlandske og Arktiske Studier.
I sommeren 2020 vakte det stor medieopmærksomhed i Danmark, at isproducenten Hansens Flødeis ændrede navnet på sin hidtidige is "Eskimo" til "O'Payo", fordi "Eskimo" hørte en svunden tid til.